# Hatta (Emirati Arabi Uniti)
Hatta  (in arabo حتا‎?), in passato nota come Hajarain, Al Hajerin o Al Hajeran, è una comunità dell'Emirato di Dubai, negli Emirati Arabi Uniti. È un'exclave dell'emirato che si trova a sud-est dal suo territorio principale. Amministrativamente fa parte del Settore 8.

## Storia
Nel XIX secolo Hajarain (l'antico nome di Hatta) apparteneva al Sultanato di Mascate e Oman, come del resto tutta l'area del Wadi Hatta. Intorno al 1870, durante il regno di Azzan bin Qais, gli abitanti di Hajarain entrarono in conflitto con la vicina Masfout (attuale exclave dell'Emirato di Ajman) che era sostenuta dai Na'im di Buraimi. Successivamente, durante il regno di Turki bin Sa'id, non riuscendo questi a difendere Hajarain dalle aggressioni dei Na'im, cedette il suo territorio allo sceicco di Dubai Hasher bin Maktoum.
Fino al 1906 fu usato il nome Hajarain, ma negli anni successivi si cominciò ad usare il nome Hatta.
Al tempo il possedimento di Hatta, pur non essendo contiguo con il resto del territorio di Dubai, fu di grande importanza strategica per l'emirato che, stretto fisicamente e politicamente fra due potenze, l'Emirato di Abu Dhabi e sud-ovest che dominava l'area desertica da Liwa a Buraimi e la fascia costiera, e la tribu Qawasim a nord, che dominavano la maggior parte dei territori, compresi gli sceiccati di Sharjah e Ras al-Khaimah, era alla perenne ricerca di alleati.
Nel 1955 ci fu una disputa sui confini fra gli Stati della Tregua e l'Oman. Successivamente, quando il diplomatico britannico Julian Fortay Walker fu incaricato di definire i confini fra gli sceiccati appartenenti al protettorato britannico degli Stati della Tregua, venne confermato che il tratto occidentale del Wadi Hatta, comprendente Hajarain, Qima e Hail così come Suhailah, fu concessa a Dubai dal sultano di Oman intorno al 1870 in cambio di servizi resi. In seguito, durante la fase di unificazione degli emirati, Hatta è stata definitivamente riconosciuta come sezione territoriale sotto la giurisdizione dell'emirato di Dubai.
Hatta ha una posizione strategica importante, lungo una delle più antiche rotte commerciali seguite dalle carovane che dal golfo Persico si dirigevano verso l'Oman e il relativo golfo attraverso i Monti Ḥajar. Grazie ad essa Dubai può controllare il confine internazionale fra gli Emirati e l'Oman. A questo proposito nel 2012 il governo di Dubai ha costruito il valico di frontiera di Hatta. L'edificio principale è costituito da un'area di attesa per arrivi, partenze, uffici del personale, sale riunioni, mensa, uffici delle compagnie assicurative e sale break per i dipendenti. Vi sono quattro edifici del gate di partenza dagli Emirati Arabi Uniti e cinque edifici per gli arrivi dall'Oman, più altri cinque edifici della dogana, posti di blocco sui due ingressi del varco da entrambi i lati e una sala scanner per veicoli.
Nel 2021 l'emiro di Dubai Mohammed bin Rashid Al Maktum ha lanciato il Piano di sviluppo di Hatta (Hatta Master Development Plan) come parte del piano regolatore urbano di Dubai 2040. Il Piano mira anche a trasformare Hatta in un'attraente destinazione locale e internazionale per affari, investimenti e turismo.
I progetti più significativi del piano includono: realizzazione di piste ciclabili e per mountain bike, soluzioni per razionalizzare il traffico e migliorare la mobilità verso e all'interno dell'area, un programma per sostenere gli agricoltori locali e generare opportunità di business per la gente di Hatta, la costruzione dell'Hatta Souq, un mercato per i prodotti locali, la realizzazione di un lago artificiale con relativa spiaggia Hatta Beach e lungolago con strutture per il tempo libero e l'intrattenimento, la riqualificazione dell'Hatta Heritage Village e dei monumenti storici della zona.

## Territorio
Il territorio della comunità occupa una superficie di 128,8 km² che si trova nell'entroterra a circa 135 km a sud-est dal centro di Dubai. 
L'exclave di Hatta si trova lungo la E 44, detta anche Dubai-Hatta Road. Confina con l'exclave di Masfut dell'emirato di Ajman a ovest, con il territorio distaccato dell'emirato di Ras al-Khaimah a nord e con lo stato dell'Oman a est ed a sud.
Hatta è situata lungo il Wadi Hatta, alle pendici dei Monti Hajar da cui deriva il suo antico nome Hajarain.
Grazie ai numerosi progetti lanciati nel nuovo piano di sviluppo di Hatta previsti all'interno del piano regolatore urbano di Dubai 2040, Hatta si sta avviando a diventare una destinazione ecoturistica internazionale. Il piano è infatti impostato per soddisfare i più elevati standard globali e di sostenibilità sia nella progettazione che nella costruzione. I materiali utilizzati sono scelti specificamente per essere ecologicamente sani, assicurando che non ci sia alcun impatto negativo sull'ecosistema.
A causa della sua maggiore altitudine il clima di Hatta in estate risulta più asciutto e con qualche grado in meno rispetto al resto di Dubai. Per contro in inverno le temperature possono essere sensibilmente più basse.
I principali punti di riferimento dell'area sono:

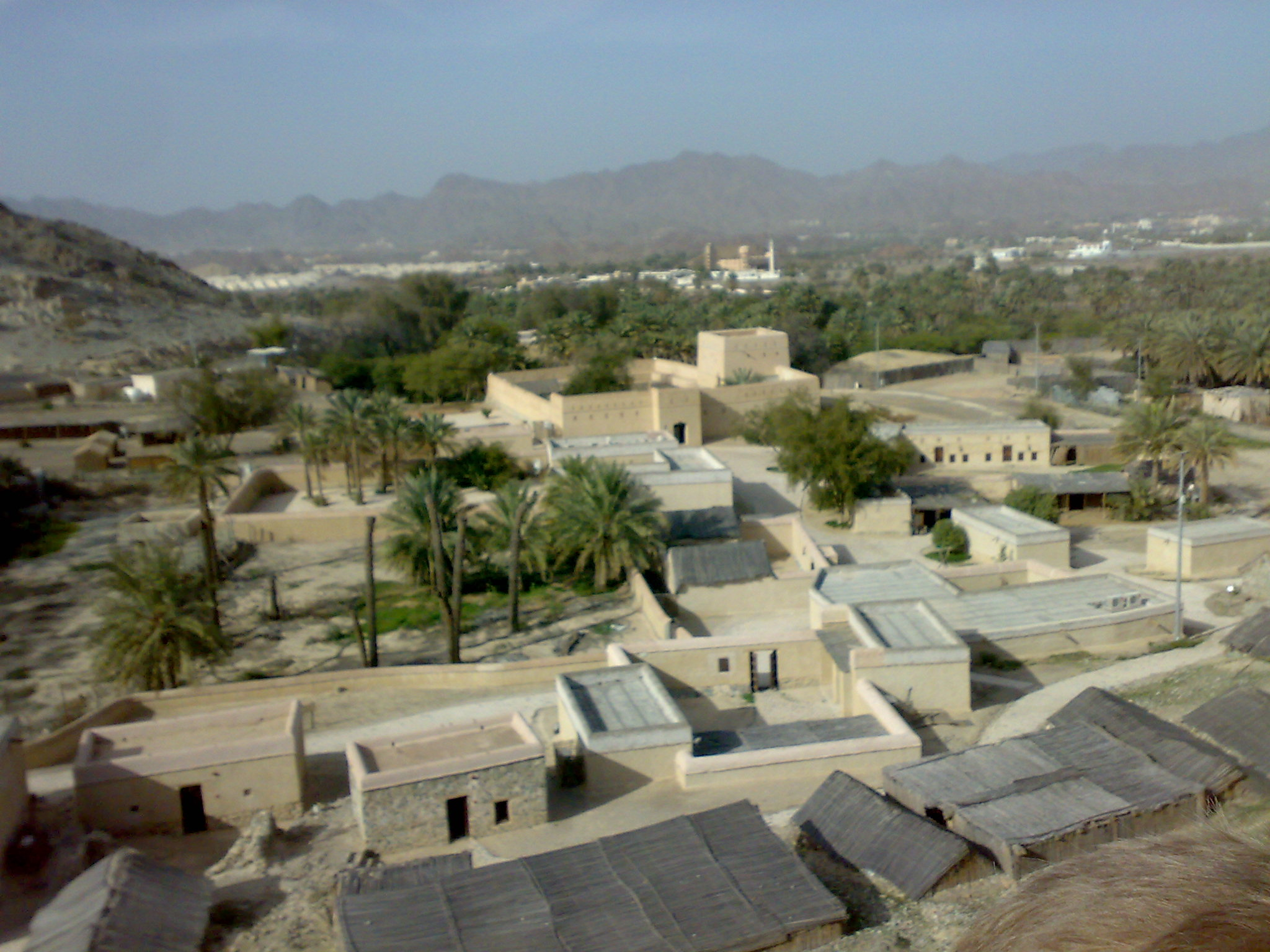
Hatta Heritage Village (2009).

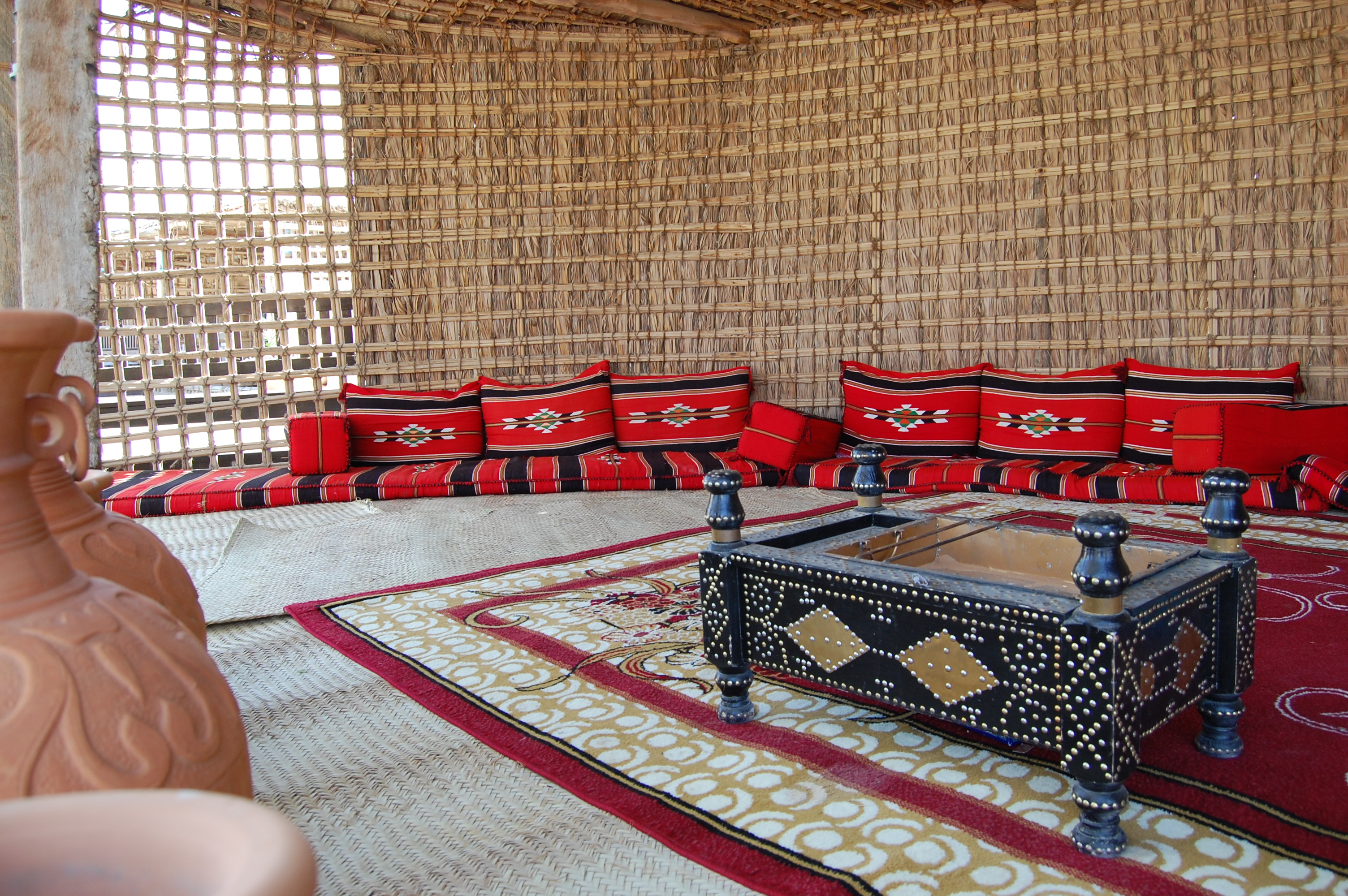
Arredi di interni nell'Hatta Heritage Village (2007).

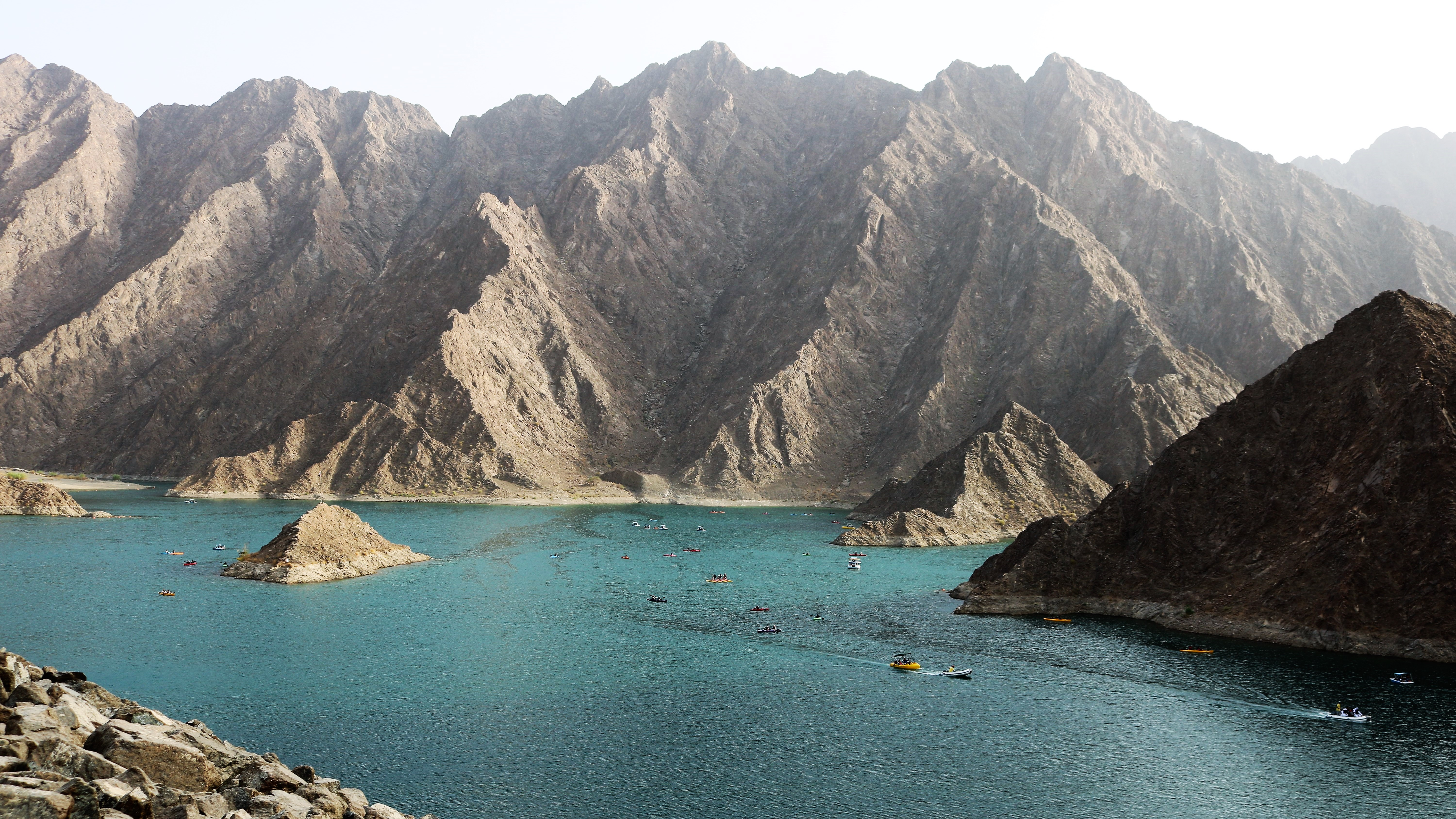
Lago di Hatta (2021).

- Hatta Heritage Village. È un antico villaggio di montagna del XVI secolo che è stato restaurato nel 2001 dalla Dubai Culture and Arts Authority (DCAA), allo scopo di mostrare e preservare la cultura e le antiche tradizioni delle popolazioni locali. Il villaggio contiene circa 30 edifici che sono stati restaurati utilizzando materiali originali utilizzato per la costruzione iniziale quali legno, argilla, paglia, fronde di palma, canne e pietra. Molti edifici contengono arredi interni, utensili, abiti, armi, strumenti musicali e di artigianato, tipici degli Emirati Arabi Uniti nel periodo precedente allo sviluppo negli anni '60. Fra gli edifici ve ne sono alcuni particolarmente significativi:[13]
  - Bait al Wali: la casa del capo del villaggio. È composta dalle camere da letto, le stanze dei bambini, la cucina e i cortili.
  - Casa tradizionale. Rappresenta le abitazioni tradizionali del luogo. Comprende un grande cortile al centro, un majlis, una camera matrimoniale, una camera per bambini, un magazzino, un cucina e una stalla per il ricovero di animali come pecore, mucche e altri.
  - Casa dell'Arte Popolare. Comprende una Poets Majlis che mostra esempi di poesia popolare Nabati  e una sala della musica che consente di conoscere danze e arti popolari negli Emirati e modelli di strumenti musicali utilizzati nella regione.
  - Casa della vita sociale. Comprende la sala del consiglio (majlis) e un'altra sala che mostra immagini della vita sociale, costumi e tradizioni popolari degli abitanti della regione, oltre a una sala che illustra caratteristiche di convivenza con l'ambiente
  - Casa artigianale tradizionale. La casa mostra esempi di artigianato tradizionale praticato in passato nella regione di Hatta, come lavorazioni del metallo, profumi, tessuti, e altri prodotti artigianali per i quali la zona è famosa.
  - Casa dei prodotti di palma. Espone campioni di fronde di palma e di tutti i prodotti ricavati dalle palme che vengono coltivate nella regione. E' esposta anche la macchina utilizzata nella produzione della melassa di datteri, e illustrato mil processo di produzione.
  - Casa del restauro. Mostra le fasi del restauro dell'Hatta Heritage Village.

All'interno del villaggio, oltre alle antiche case restaurate, si trovano: una vecchia moschea (Moschea Al Shariah) costruita circa 200 anni fa, anch'essa restaurata nel 2001 e un forte costruito dallo sceicco Hasher bin Maktum nel 1896. Il villaggio è dominato da due torri di avvistamento, costruite nel 1888, che si trovano a nord e a sud del villaggio.
- Hatta Fort Hotel. È un hotel a 4 stelle dotato di 55 stanze e suite di varie dimensioni, piscina, bar e ristoranti, centro ricreativo e palestra. L'hotel dispone anche di ville con 3 camere da letto per famiglie numerose, dotate di giardino privato, vasca idromassaggio e parcheggio gratuito. Inoltre, i visitatori possono anche accedere alle strutture ricreative disponibili nell'hotel come tiro con l'arco, minigolf, kayak e mountan bike.[16]
- Moschea Juma, detta anche Hatta Grand Mosque. Costruita nel 1789 è l'edificio più antico di Dubai;[12]
- Giardino delle api. L'Hatta Honeybee Garden and Discovery Center è stato fondato alla fine del 2018. È il primo giardino specializzato in Medio Oriente e Nord Africa che offre tour, workshop e progetti pratici per aiutare i visitatori a scoprire il fantastico mondo delle api mellifere. Il santuario delle api copre un'area di 16.000 metri quadrati e contiene 300 alveari. Ospita anche centinaia di alberi indigeni ed esotici. Il centro oltre ad essere il primo in tutto il golfo Persico per l'allevamento di api e la produzione di miele, è in grado di educare i visitatori sulla storia dell'apicoltura della regione, sul ruolo delle api come contributori chiave dell'ecosistema mondiale, e sull'importanza di preservare queste creature. Il centro conduce inoltre ricerche finalizzate alla realizzazione di una apicoltura sostenibile. All'interno del centro è presente un museo che illustra gli strumenti utilizzati per l'apicoltura, nonche la storia dello sviluppo nel tempo dei vari tipi di alveari.[17]
- Lago di Hatta e diga. Si tratta di un lago artificiale formato da una diga costruita negli anni '90, che si trova a circa 4 km dal centro di Hatta in direzione sud-ovest. La diga è comunemente detta Hatta Dam, ma il suo vero nome è diga di Al Hattawi. La diga e il lago si trovano a circa 400 metri di altitudine sul livello del mare. La diga fu costruita per dotare Hatta di una fonte affidabile e continua nel tempo di acqua. Non tempo tuttavia il lago formatosi è diventato anche una attrazione per i turisti che visitano Hatta. Qui oltre a godere della bellezza del luogo si possono fare escursioni a piedi, in mountan bike o si può affittare un kayak o una barca o moto d'acqua e avventurarsi nel lago.[12]
- Centrale idroelettrica di Hatta. Nell'ambito del programma Dubai Clean Energy Strategy 2050 (Strategia per l'energia pulita di Dubai 2050),[18] lanciato nel 2015, in base al quale Dubai mira a produrre il 75% del proprio fabbisogno energetico da fonti pulite entro il 2050, è stato avviato un progetto per la realizzazione di una centrale idroelettrica di 250 MW ad Hatta. Il contratto è stato affidato alla Dubai Electricity and Water Authority (DEWA), che ha redatto il progetto iniziale nel 2017, completato la progettazione nel 2018 e iniziato i lavori di costruzione nel 2019. Il completamento dell'opera con la messa in esercizio della centrale sono attesi per il 2024. La centrale idroelettrica è del tipo a pompaggio (Pumped Hydroelectric Energy Storage o PHES) ed è costituita da un serbatoio inferiore e uno superiore. Durante le ore non di punta, l'acqua dal serbatoio inferiore verrà pompata al serbatoio superiore con l'ausilio di pompe alimentate con l'energia solare proveniente dal parco solare Mohammed bin Rashid Maktoum sito in Saih Al Dahal. Durante le ore di punta, l'acqua immagazzinata nel serbatoio superiore verrà rilasciata nel serbatoio inferiore azionando le turbine per generare elettricità. La centrale è progettata per raggiungere l'80% di efficienza del ciclo di generazione e stoccaggio di energia entro 90 secondi dalla domanda di elettricità di picco. Il serbatoio inferiore è il bacino artificiale formato dall'attuale diga Al Hattawi, che ha una capacità di circa 6.500 milioni di litri di acqua, mentre il serbatoio superiore, da realizzare, avrà la capacità di circa 3.300 milion di litri di acqua. La distanza fra i due serbatoi è di circa 4 km. Il serbatoio superiore verrà realizzato con una diga posta a 700 m slm, quindi 300 metri più in alto dell'attuale.[19] A giugno 2022 il primo muro della diga superiore, alto 37 metri, era stato completato e sono in corso i lavori per il muro principale della diga, alto 70 metri. Contemporaneamente la DEWA sta costruendo una funivia lunga 5,4 km per creare un hotspot turistico, chiamato  Dubai Mountain Peak, in cima alla montagna e intorno alle dighe con la creazione di una cascata naturale che utilizzerà il pendio della diga di Hatta.[20]

Nel territorio della comunità si trova la Riserva della montagna di Hatta, un'area protetta istituita nel 2014 per la protezione e conservazione degli habitat montani di Dubai.
L'area non è servita dalla Metropolitana di Dubai, tuttavia vi sono delle linee di superficie che collegano Hatta con altre comunita di Dubai (Bus H02 con Dubai Mall e Bus E16 con Al Sabkha, e con l'enclave di Masfout (Bus H03). Esiste inoltre una linea circolare (H04) che inizia e termina alla stazione degli autobus di Hatta e passa accanto a quattro punti di riferimento turistici (Hatta Wadi Hub, Hatta Hill Park, Hatta Dam e Heritage Village). Funziona tutti i giorni dalle 7:00 alle 21:00 con una frequenza di 30 minuti a una tariffa di 2 AED per passeggero per fermata dell'autobus.